# Vitex tomentulosa
Vitex tomentulosa là một loài thực vật có hoa trong họ Hoa môi. Loài này được Moldenke miêu tả khoa học đầu tiên năm 1933 publ. 1932.